# Serphites gigas
Serphites gigas is een vliesvleugelig insect uit de familie Serphitidae. De wetenschappelijke naam is voor het eerst geldig gepubliceerd in 1979 door Kozlov & Rasnitsyn.